# وكالة المعايير الغذائية
وكالة المعايير الغذائية (بالإنجليزية: Food Standards Agency)‏ هو مركز حكومي غير وزاري لحكومة المملكة المتحدة. وهي مسؤولة عن حماية الصحة العامة فيما يتعلق بالأغذية في إنجلترا وويلز وأيرلندا الشمالية. يقع مقرها الرئيسي في لندن مقابل محطة هولبورن. تأسست سنة 2000.